# Tali Golergant
Tali Golergant, héberül: טלי גולרגנט, (Jeruzsálem, 2000. november 26. –) luxemburgi énekesnő és színésznő. Ő képviselte Luxemburgot a 2024-es Eurovíziós Dalfesztiválon, Malmőben, a Fighter című dalával.

## Gyermekkora
Golergant egy perui zsidó apa és egy izraeli anya lányaként született meg Jeruzsálemben.
Apja munkája miatt a család többször költözött, többek között Argentínába és Chilébe, mielőtt Luxemburgban telepedtek le. Tali hét évesen tanult meg zongorázni, és tizenkét évesen kezdett el énekelni, színészkedni és dalokat írni.

## Pályafutása
Miután elvégezte az International School of Luxembourg-ot, Tali az Amerikai Egyesült Államokba ment, hogy a Marymount Manhattan College-ban tanuljon.
Rendszeresen fellép a zenekarával New York különböző helyszínein.
Golergant folyékonyan beszél angolul, héberül és spanyolul, valamint képes franciául és németül is kommunikálni, viszont nem beszél luxemburgiul.
2023. december 11-én az RTL bejelentette, hogy az énekesnő résztvevője lesz a 2024-es Luxembourg Song Contest eurovíziós nemzeti válogatónak. Fighter című versenydalával megnyerte a január 27-én rendezett döntőt, ahol a nemzetközi zsűri, valamint közönség pontjai alakították ki a végeredményt, így ő képviselhette hazáját az Eurovíziós Dalfesztiválon. A verseny május 7-én rendezett első elődöntőjéből ötödik helyezettként jutott tovább a döntőbe, ahol a tizenharmadik helyen végzett.

## Diszkográfia

### EP-k
- 2021: lose you

### Kislemezek
- 2020: Temporary
- 2020: By the Ivory
- 2020: Mountains Between Us
- 2021: lose you
- 2021: at all
- 2022: Garden of Eden
- 2023: dancing alone
- 2024: Fighter
- 2025: Dear Parents

## Fordítás
- Ez a szócikk részben vagy egészben  a   Tali Golergant című német Wikipédia-szócikk fordításán alapul.  Az eredeti cikk szerkesztőit annak laptörténete sorolja fel. Ez a jelzés csupán a megfogalmazás eredetét és a szerzői jogokat jelzi, nem szolgál a cikkben szereplő információk forrásmegjelöléseként.